# Pidonia amurensis
Pidonia amurensis es una especie de escarabajo longicornio del género Pidonia, tribu Rhagiini, subfamilia  Lepturinae. Fue descrita científicamente por Pic en 1900.

## Descripción
Mide 6-11,5 milímetros de longitud.

## Distribución
Se distribuye por China, Corea y Rusia.